# Crabyzos longicaudatus
Crabyzos longicaudatus is een pissebed uit de familie Idoteidae. De wetenschappelijke naam van de soort is voor het eerst geldig gepubliceerd in 1863 door Bate.